# Army of the United States
Die Army of the United States (AUS) ist eine derzeit inaktive Organisationsform der Bodenstreitkräfte der Vereinigten Staaten. Sie dient der Eingliederung von Wehrpflichtigen in den Dienst, die den professionellen Kern der Bodenstreitkräfte, die United States Army, ergänzen sollen. Die AUS ist nicht zu verwechseln mit dem zweistufigen Reservistensystem des Berufsheeres, welche aus der United States Army Reserve und der Heeresnationalgarde besteht. Die Army of the United States ist als Nachfolger der wesensgleichen National Army aus dem Ersten Weltkrieg zu betrachten.
Aufgestellt wurde die Army of the United States nach dem Angriff auf Pearl Harbor im Jahre 1941. Trotz eines Modernisierungsprogramms waren die Vereinigten Staaten unzureichend auf einen Krieg vorbereitet, da die Größe der Streitkräfte auf ein notwendiges Minimum einer Kaderarmee zu reduzieren.
Nach Ende des Zweiten Weltkrieges wurde die AUS deaktiviert und alle Beförderungen aus dieser Zeit für nichtig erklärt, da dies einen Aspekt der notwendigen Reduktion darstellte. Reaktiviert wurde die AUS für den Koreakrieg und den Vietnamkrieg. Unter dem Eindruck des Vietnamkrieges deaktivierte der Kongress die AUS und vollzog eine zunehmende Professionalisierung der US Army, sodass eine Reaktivierung mit hohen politischen, militärischen und finanziellen Aufwendungen verbunden wäre. Allerdings sind alle männlichen Staatsbürger der Vereinigten Staaten zwischen 21 und 45 Jahren dazu verpflichtet, sich für diesen Fall in einem Registrierungssystem namens Selective Service System zu registrieren.